# ガレット・エクボ
ガレット・エクボ（Garrett Eckbo、1910年11月28日 - 2000年5月14日）は、アメリカ合衆国の造園家、環境デザイナー・ランドスケープアーキテクトで、EDAW創始者の一人。ランドスケープデザインの近代化を進め、またカリフォルニア大学教授として、シビックデザインとランドスケープデザイン教育にも携わったほか、多くの書物を著している。作品や著書は、ランドスケープ・アーキテクチュアを志す人間に多くの影響を与えている。
ニューヨーク州クーパースタウンに生まれる。父親はノルウェー人で、両親とも裕福な家庭に育ったがエクボが4歳のときに離婚し、一家でアリゾナからサンフランシスコの富裕層が居住するアラメダに移住する。
臨時雇いの仕事をしながら、その後マリン短期大学を経て、1935年、カリフォルニア大学バークレー校ランドスケープ学科を卒業。南カリフォルニアにあるアームストロング農園に勤務し、1年で100件近くの庭園を設計したあと奨学金を得て、ハーバード大学大学院に進学。1938年に修士課程修了。
2週間だけトーマス・チャーチのデザイン事務所に勤務したあと、1939年から1942年にかけて、ファーム・セキュリティ社農場保全局に勤務し、アリゾナ州とカリフォルニア州にまたがる農務局・農業就労者のための宿営地、住宅地および住宅庭園、テキサス州ハーリンジェンのキャンプ公園スタディ（1940年）カリフォルニア州サンホアギルバレーのミネラルキングコープランチ小公園スタディ、ミッション地区バレンシアガーデン（1939年から1943年）などを手がけるほか、デザイナーグループ「テレシス」の活動や、勤労者学校で住宅計画や都市計画の講師をつとめる。自動車事故による足の怪我によって兵役免除になり、1939年ごろからは港湾施設と仮設住居の建設にも従事。1942年から1967年までは、義弟エドワード・ウィリアムズらとパートナーを組んで設計活動を開設する。この間1946年には事務所をロサンゼルスにも開設して移住し、1948年から1956年にかけて、南カリフォルニア大学で講師および助教授に就任し、デザイナーの育成にも当たるほか、著作活動を展開する。
1965年にカリフォルニア大学バークレー校環境デザイン学部が創設され、ランドスケープ学科(造園学科)教授に就任する。1968年から1973年まで、エクボ／ディーン／オースティン／ウィリアムズ（EDAW）として設計活動を展開。
1969年に大阪府立大学名誉教授久保貞の招きで、大阪府立大学客員教授として3ヶ月日本に滞在した。1970年以降は専らバークレーヒルにある自宅の書斎をスタジオにして、精力的にデザインや講演準備、著述活動を進めていた。

## 出版物
- Landscape for Livingを出版（日本では「風景のデザイン」という題名）1950年。自身のこれまでの実践の成果とデザイン論をまとめた。
- アーバンランドスケープデザイン　久保貞ほか訳　1970年
- The Landscape We See（McGrawhill 日本では「景観論」という題名。久保貞、中村一訳）1969年。ランドスケープはわれわれをとりまく環境で、どこで何を見たり感じたりするすべてを含むという、万物すべてが対象としていることを示した。

## 作品等
手がけたランドスケープ・プランニングやデザインは、いまだアメリカに数多く現存している。
学生時代の高密都市環境における小庭園事例18例や、学位プロジェクト・スーパーブロックの仮想庭園などのほか、数多くの個人の住宅庭園に始まり、広場、大学キャンパス、公園、道路等のランドスケープ・デザインへと展開している。
日本では湘南国際村に関して、そのランドスケープデザインを手がけるオオバへのアドバイザーとしてALP設計室、SLAスタジオランドジャパンらと関与している。
（庭園作品）
- 1938年-1944年: カリフォルニア、アリゾナ、およびテキサスの出稼ぎ労働者のための住宅および住宅庭園。

- クーリッシュ邸（ロバート・ロイストン、サイモン・ケネディらと）、ストーンキャニオン、カリフォルニア
- スダースキー邸、ベーカーズフィールド
- マルモア邸、ベルエアー
- フレイザー・コール邸、オークランド
- コール邸、ビバリーヒルズ
- ホルステッター邸、ローレルキャニオン
- アンダーソン邸、サンマリノ
- アベリー邸、サンフェルナンドバレー
- タウネ邸、ロサンゼルス
- ジョン・リード邸、ロスクラレンス邸
- 1939年から1945年: ウィリアム・A・M・バーデン邸プラン、ニューヨーク・ウエストチェスター
- 1939年から1945年: フェリーズ邸
- 1939年: フレッド・フィクス邸庭園、アサートン
- 1939年: サーミス邸庭園、ベイカー邸庭園、バークレー・マリン
- 1940年: ライド邸庭園　カリフォルニア　
- 1945年: ホールズ邸
- 1945年: ジョン・フロイド邸

- 1945年:バーデン邸（ウエストチェスター）
- 1950年から1965年: 自邸アルコア社アルミニウム・フォアキャストガーデン、カリフォルニア州ロサンゼルス
- 1968年から: 自邸バークレーの家庭園。カリフォルニア州バークレー

そのほか、1950年代のEDAWでジマーマン邸（カリフォルニア州ロサンゼルス）、ゴールドマン邸、カリフォルニア州エンチノ、彫刻の庭（カリフォルニア州ロサンゼルス）メンロパークの庭など。
（その他作品）
- 1935年: ラ・カーサ・エル・ニド
- 1937年: ポトマック川中島公園案
- 1938年: サウスボストン・レクリエーションセンター案
- 1939年: ゼネラルモータースビル、ニューヨーク
- 1939年: カリフォルニア・グリッドリー・パーク
- 1946年: 住宅地公園(ロイストン、ウィリアムスのほかグレゴリー・アインと)、カリフォルニア州アルタデナ
- 1947年-1948年: 共同住宅案(ロイストン、ウィリアムスのほかグレゴリー・アインと協働)、カリフォルニア州リゼダ(実現せず)
- 1947年: レデラ協同組合(ロイストン、ウィリアムスのほかジョン・ファンク、ジョゼフ・アレン・シタインと協働)、カリフォルニア州パロアルト
- コミュニティホーム社開発住宅地計画（ロイストン、ウィリアムスのほかグレゴリー・アイン、ジョンソン・アンド・ディらと協働）カリフォルニア州レゼダ
- 1948年: エイベネル住居、(ロイストン、ウィリアムスのほかグレゴリー・アインと協働)、カリフォルニア州ロサンゼルス
- 1948年: 3月のヴィスタ住宅、(ロイストン、ウィリアムスのほかグレゴリー・アインと協働)、カリフォルニア州ロサンゼルス
- 1950年: ラデラ共同住宅地計画、（ロイストン、ウィリアムスのほかジョン・ファンク、ジョセフ・アレン・スタインらと協働）カリフォルニア州サンフランシスコ
- 1962年以降: ニューメキシコ大学(UNM)・大学キャンパス等長期開発計画・遺産保存計画（MEEN計画）アルバカーキ
- カリフォルニア大学バークレー校周辺開発計画
- カウアイ島土地利用計画、ハワイ
- シェルビー農場再開発計画（エクボ事務所はケネス・ケイが担当、ほかロバート・ロイストン、ハナモト・ベック・アンド・アビー、環境変化計画局EIPC、ウィリアム・アンド・モシーン、ウィリアム・リスカス、ジョン・コーン、ミミ・ハドルストンらと協働）テネシー州メンフィス
- 1964年-1968年: ユニオンバンク広場（建築担当はアリソン・アンド・アブラモビッツ、A・C・マーチン事務所）、カリフォルニア州ロサンゼルス
- 1966年: フルトン・ダウンタウン・ペデストリアル・モール（ビクター・グルーエンによるフレズノ市再開発計画マスタープランにしたがって計画実施。エクボ事務所担当は、リック・ゼイファー）カリフォルニア州フレズノ
- ミッションベイ・パーク、ミッションベイ・レクリエーション・エリア開発計画（日本庭園部分は、久保貞と協働）、カリフォルニア州サンディエゴ
- 1967年: ナイアガラの滝修復計画特別委員会委員。修復計画案と周辺整備案等
- 1973年: オークランド水路公園（一部はローレンス・ハルプリン）・彫刻公園、カリフォルニア
- サクラメント・Kストリート・モール（ジェリー・ルーミス・アンド・スティーブマトソン・アソシエイツと協働）、カリフォルニア州サクラメント
- ツーソン・ダウンタウン・再開発計画（ケイン・ネルソン・アンド・ジョブシュ・アソシエイツと協働。ほかチャールズ・マックロック、ジョン・スティーブンソン、ハーバード・シャールが協力）、アリゾナ州ツーロン

デザインは3次元でなくてはならないとし、社会派的活動、社会集合体の設計活動当初から広域敷地計画に参入した。